# 霍尔果斯河
霍尔果斯河是一条中华人民共和国和哈萨克斯坦的河流，属伊犁河支流，巴尔喀什湖流域，自1881年《伊犁条约》签订起成为界河，总长180公里。左岸有中国新疆维吾尔自治区城市霍尔果斯市，右岸有哈萨克斯坦阿拉木图州霍尔果斯村。

## 參閲
- 霍爾果斯口岸